# Endgame – Das letzte Spiel mit dem Tod
Endgame – Das letzte Spiel mit dem Tod (Originaltitel: Endgame – Bronx lotta finale) ist ein italienischer Endzeitfilm des Regisseurs Joe D’Amato aus dem Jahr 1983. Die Hauptrolle spielt Al Cliver. In Nebenrollen agieren hier u. a. Laura Gemser nebst Ehemann Gabriele Tinti, Gordon Mitchell und George Eastman, der im Übrigen auch das Drehbuch schrieb.
Das Werk erschien erstmals am 5. November 1983 in Italien. Die deutsche Erstaufführung war am 6. April 1984.

## Handlung
50 Jahre nach einer verheerenden atomaren Katastrophe, der große Bevölkerungsteile zum Opfer fielen, finden sich die wenigen Überlebenden in einer lebensfeindlichen Umgebung wieder. Die Strahlenverseuchung führt bei vielen zu Degenerierungen. Über Jahre entsteht so eine neue Menschenrasse – die Mutanten.
Die urbanen Räume werden mit eiserner Faust von niederträchtigen Militärs regiert. Diese voreingenommene Elite fürchtet einen Aufstand der zahlenmäßig überlegenen Mutanten, die über telepathische Fähigkeiten verfügen. Im Geheimen soll daher ein Präventivschlag erfolgen, die Ausführung obliegt maskierten Mordkommandos. Die Säuberungswelle soll sich über die sogenannte Unterstadt erstrecken, einem innerstädtischen Zufluchtsort der Aussätzigen.
Dessen ungeachtet werden die normalen Menschen mit Spielen bei Laune gehalten. Als besonders populär erweist sich hierbei die Fernsehshow Manhunt, in der moderne Gladiatoren bis zum Tod einander bekämpfen. Favorit ist der unbesiegbare Ron Shannon. Dieser stellt sich drei gnadenlosen Jägern, darunter seinem Jugendfreund Karnak.
Inmitten des laufenden Wettbewerbs begegnet Shannon der selbstlosen Lilith, einer Vordenkerin der Mutanten. Sie bittet ihn, sie und weitere Gefährten gegen Gold aus der Stadt zu eskortieren. Shannon willigt zögernd ein. Als Dank leitet Lilith den Recken mit ihren telephatischen Fähigkeiten zum Sieg im Manhunt, wenngleich Shannon Karnaks Leben verschont.
Später rekrutiert Shannon fünf verwegene Männer für seinen bevorstehenden Auftrag – sehr zum Unmut der herrschenden Obrigkeit. Gemeinsam mit den Söldnern und der von Lilith geführten Gruppe startet der Held schließlich die Flucht aus der Trümmerstadt. Unterwegs müssen sie sich feindlich gesinnten Angriffen erblindeter Mönche und stark degenerierter Monster erwehren, die Lilith kurzzeitig entführen. Am Ende intervenieren bewaffnete Sicherheitskräfte, die jedoch von einem kleinen Jungen mit enormen psychischen Kräften aufgehalten werden können. Im Anschluss werden Lilith und ihre Leute von Unbekannten abgeholt, die sie in eine friedlichere Umgebung führen. Shannon bleibt auf eigenen Wunsch zurück und duelliert sich in der letzten Szene des Films mit seinem Erzrivalen Karnak.

## Rezeption
Das Lexikon des internationalen Films bezeichnet die Inszenierung als einen „abgedroschenen Spätzeit-Actionfilm“, der „von der Aneinanderreihung bekannter Motive“ lebe.

## Hintergrund
Fast alle Credits bedienen sich fantasievoller englischer Erfindungen als Namen.